# Garkuixa
Garkuixa - Гаркуша (rus) és un possiólok del krai de Krasnodar, a Rússia. Es troba a la vora oriental de l'estret de Kertx. És a 44 km a l'oest de Temriuk i a 169 km a l'oest de Krasnodar.
Pertany a l'stanitsa de Zaporójskaia.